# Hypna negra
Hypna negra är en fjärilsart som beskrevs av Felder 1862. Hypna negra ingår i släktet Hypna och familjen praktfjärilar. Inga underarter finns listade i Catalogue of Life.